# Antic Teatre (Barcelona)
L'Antic Teatre és una sala teatral i centre de recursos per a les arts multidisciplinàries creat el 2003 al carrer de Verdaguer i Callís, 12 de Barcelona, que anys enrere havia estat la seu del Cercle Barcelonès de Sant Josep. D'aleshores ençà s'hi ha desenvolupat una intensa activitat artística que l'ha convertit en un referent del teatre experimental i independent.

## Història
El març de 2003, la creadora Semolina Tomic, Sergi Fäustino i altres artistes multidisciplinaris, buscant un espai per poder assajar les seves creacions, van descobrir aquest local, aleshores abandonat. Després d'arribar a acords amb el barri i l'associació que l'havia ocupat, es va obrir al públic l'abril de 2003, sota la direcció artística de Semolina Tomic.
El 2005 es va iniciar un procés per adequar el centre a les noves normatives de seguretat i accessibilitat i evitar-ne el tancament. El 2007 es va emprendre una reforma estructural per a la qual es va comptar amb subvencions oficials. El novembre del 2013 es comptà amb la llicència definitiva per les activitats. Mentre la sala d'exhibició era impracticable, es va crear l'espai AdriAntic, ubicat en una nau industrial a Sant Adrià del Besòs, que esdevingué espai d'investigació i residències artístiques un cop el teatre s'obrí de nou al públic; estigué actiu fins al 2015.

## Seu
El local que ocupa l'Antic Teatre és una casa senyorial del segle xviii catalogada com a bé cultural d'interès local. Des del 1951 fou la seu del Cercle Barcelonès d'Obrers, sota l'advocació de Sant Josep: una placa a la porta principal i un vitrall de la zona del bar ho recorden.
El grup de teatre amateur del Cercle feia servir la sala de representacions de l'edifici, però a partir dels anys 1980 i 1990 caigué en desús i l'edifici quedà tancat. El 2003 fou llogat per l'Associació cultural Antic Teatre – Espai de Creació i el centre començà l'activitat, amb la programació d'espectacles. La necessària reforma es dugué a terme amb un projecte de l'arquitecte Josep Gràcia.
La terrassa és un exemple del que havien estat els jardins interiors dels palaus vuitcentistes de la ciutat. Reconstruïda amb la reforma integral, acull el bar. La sala teatral disposa de bancades que permeten diferents configuracions d'aforament –entre 70 i 120 persones– i també és possible deixar la sala diàfana.

## Finançament i filosofia
El centre ofereix una plataforma als creadors experimentals, ja siguin artistes joves o bé amb una carrera més establerta, amb la intenció d'afavorir l'art i la cultura emergents. L'empresa Antic Teatre – Espai de Creació S.L. en gestiona l'activitat econòmica, tot i que el projecte es defineix des dels seus inicis com a autogestionari, dedicat a una activitat sense ànim de lucre, en què els beneficis s'inverteixen en l'activitat mateixa. L'explotació del bar i de la terrassa ajuden a finançar el centre i permeten mantenir el suport a la innovació i la recerca.
La voluntat d'internacionalització de l'Antic Teatre s'ha concretat en diverses iniciatives d'intercanvi, com ara el projecte cav_a: Catalan artists visiting ___ artists o el Barcelona B2B Berlín. Des de 2012 forma part de Trans Europe Halles, una xarxa europea d'espais culturals independents.
A més d'acollir els projectes de creació, l'associació ha buscat l'arrelament social i la vinculació amb la comunitat i ha creat projectes de col·laboració tant amb les persones grans com amb nens i nenes o adolescents del barri.

## Programació i activitat
El teatre acull espectacles que s'allunyen dels continguts artístics convencionals i que no tenen cabuda als teatres tradicionals i als circuits estàndards. La seva oferta dona suport a la creació contemporània i a obres que busquen la innovació dels llenguatges escènics. Per exemple, l'Antic Teatre va participar, amb el seu grup de teatre La Belleza, al projecte Xarxa de cures, ahir i avui en col·laboració amb les associacions La Bonne–Centre de Cultura de Dones Francesca Bonnemaison, TUDANZAS, Mescladís i Sindillar/Sindihogar. El resultat va ser l'espectacle Rebomboris, vinculat a ART i PART, un programa de creació artística comunitària als barris de Barcelona iniciativa de l'Ajuntament (Institut de Cultura- Barcelona Districte Cultural). Pren com a punt de partida i material de referència la xarxa de cures que ja va existir al barri i que recuperen en les seves investigacions les historiadores Isabel Segura i Milagros Rivera.
La programació de cinc dies a la setmana ofereix propostes d'artistes i companyies locals o estrangeres: teatre, performance, dansa, multimèdia, música, literatura, cine, exposicions i conferències. L'activitat de la sala teatral dins de la programació regular anual es concreta en més de seixanta espectacles diferents i uns dos cents artistes, al llarg de més de 280 dies a l'any, amb un públic total d'unes 11.000 persones.

## Premis
El 2004 Semolina Tomic va rebre el Premi FAD Sebastià Gasch, que distingeix «les actuacions parateatrals més destacades de la temporada i totes aquelles persones que proposen mirades diferents i innovadores del món de l'espectacle». En aquest cas, «per la resurrecció de l'Antic Teatre, que ha passat de centre cívic abandonat a escenari viu de la creació contemporània». També el 2004 es va rebre el Premi de la Feria Internacional de Teatro y Danza de Huesca, a la programació més innovadora a Espanya.
El 2014 l'Antic Teatre va resultar guanyador en la IV edició del Premi Dansacat, que atorguen els socis i sòcies de l'Associació de Professionals de la Dansa de Catalunya (ApdC) «per tota la feina i compromís amb els professionals de la dansa i les arts escèniques i per ser l'única sala alternativa que aposta, arrisca i segueix donant suport als creadors independents, esforçant-se per oferir espais de visibilitat i residències», i també per «escoltar les necessitats del sector i buscar les fórmules de lluita, proposant una programació variada i coherent alhora».